# Подгорное (Смоленская область)
Подго́рное (также Подгорная) — деревня в Ельнинском районе Смоленской области. Входит в состав Ельнинского городского поселения.

## География
Расположена в юго-восточной части области в 500 м севернее Ельни.

## История
В годы Великой Отечественной войны деревня была местом ожесточённых боёв. Первый раз деревня была оккупирована гитлеровскими войсками в июле 1941 года. Освобождена в ходе Ельнинской операции. Повторно оккупирована 5 октября 1941 года. Окончательно освобождена в ходе Ельнинско-Дорогобужской операции 30 августа 1943 года.
В 1963 году указом Президиума Верховного Совета РСФСР деревня Погибелка Ельнинского сельского района переименована в Подгорную.